# Dagghagen
Dagghagen este o arie protejată (arie specială de conservare — SAC, sit de importanță comunitară — SCI) din Suedia întinsă pe o suprafață de 149,1 ha, integral pe uscat.

## Localizare
Centrul sitului Dagghagen este situat la coordonatele 57°44′59″N 18°51′26″E / 57.7497°N 18.8573°E.

## Înființare
Situl Dagghagen a fost declarat sit de importanță comunitară în ianuarie 2002 pentru a proteja un număr necunoscut de specii din flora spontană și fauna sălbatică aflate în arealul zonei. Situl a fost protejat și ca arie specială de conservare în martie 2011.

## Biodiversitate
Situată în ecoregiunea boreală, aria protejată conține 7 habitate naturale: Păduri caducifoliate bătrâne naturale hemiboreale fino-scandinave (Quercus, Tilia, Acer, Fraxinus sau Ulmus) bogate în specii epifite, Mlaștini calcaroase cu Cladium mariscus și specii de Caricion davallianae, Păduri caducifoliate de mlaștină fino-scandinave, Pajiști din zone de pădure fino-scandinave, Taiga vestică, Mlaștini alcaline, Pajiști uscate seminaturale și facies de acoperire cu tufișuri pe substraturi calcaroase (Festuco-Brometalia) (* situri importante pentru orhidee).
La baza desemnării sitului se află un număr nedeclarat de specii protejate.